# Čapkův dub pod Chlumem
Čapkův dub pod Chlumem (někdy jen zkráceně Čapkův dub) je památný strom rostoucí v Raspenavě, městě na severu České republiky, ve Frýdlantském výběžku Libereckého kraje.

## Poloha a historie
Strom roste v lukách severovýchodně od Raspenavy, na úpatí vrchu Chlum (495 m n. m.), jenž je součástí muničního skladu Hajniště. Východním a jižním směrem od stromu se nachází přírodní park Peklo. Severně se rozkládá přírodní památka Hadí kopec, která je rovněž součástí přírodního parku. O prohlášení stromu za památný rozhodl městský úřad ve Frýdlantě, jenž 21. července 2005 vydal příslušné dokumenty, které 10. srpnu 2005 nabyly své účinnosti.

## Popis
Památný strom je dub letní (Quercus robur) vzrostlý do dvacetimetrové výšky. Obvod jeho kmene činí 416 centimetrů. V okolí Čapkova dubu je vyhlášeno ochranné pásmo mající tvar kruhu, jehož poloměr odpovídá desetinásobku průměru kmene měření ve výšce 1,3 metru nad terénem v době vyhlášení stromu za památný. Poloměr ochranného pásma tak dosahuje vzdálenosti 13,2 metru.